# Kánya-ér
A Kánya-ér a Somogy vármegyében ered, Kányától északi irányban. A patak Nagykónyitól nyugatra torkollik bele a Koppány-patakba. A patakon több víztározót is létrehoztak.

## Lefolyása
A patak Kánya északi határában ered, majd forrásától kezdve déli-délkeleti irányban halad, keresztül Kánya településen, majd ettől délre átfolyik Tolna vármegyébe, ahol keresztülfolyik Értényen, majd Nagykónyitól nyugatra eléri a Koppány-patakot.

## Partmenti települések
- Kánya
- Értény